# Blaž Janc
Blaž Janc, slovenski rokometaš, * 20. november 1996, Brežice. 
Janc je član kluba Barcelone in slovenske reprezentance. Je levoroki igralec, ki igra na položaju desnega krila in občasno tudi lahko na mestu desnega zunanjega.

## Tekmovalna kariera

### Klubska

#### Začetki
Športno pot je začel v 4. razredu osnovne šole. Začelo se je z rokometnim krožkom znotraj šolskega programa, nadaljevalo na klubski sceni v Radečah, nato v Sevnici. Glede na kazalnike razvoja je postal zanimiv številnim okoliškim klubom, ko je na vrsto prišla srednja šola pa se je odločil za selitev v Celje. Tja se je preselil iz Sevnice pri starosti komaj 15 let.

#### Celje, 2012-17
Od leta 2012 je bil član Celjanov. V sezoni Lige prvakov 2012-13 se je na predzadnji tekmi sezone, dne 16. marca 2013, proti nemškemu Hamburgu prvič vpisal med strelce, ko je dosegel en gol.
Mladi Janc je več priložnosti dobil potem, ko je Gašper Marguč, ki igra na istem položaju, odšel in športno pot nadaljeval pri madžarskem klubu Veszprem. Ponujeno priložnost je izkoristil in s klubom osvojil prve lovorike. Veselil se je naslova državnih prvakov, zmage v slovenskem superpokalu, z moštvom osvojil pokalno lovoriko. 
V evropski sezoni 2014-15 je dosegel 44 zadetkov na desetih tekmah. Največje število golov na eni posamezni tekmi je dosegel 5. oktobra 2014, ko je proti Montpellierju zadel osemkrat.
Marca 2015 je s Celjani podpisal pogodbo, ki ga veže za naslednja štiri leta, do konca sezone 2018-19. Tik pred svojim dvajsetim letom velja za enega največjih rokometnih talentov, ki že dobiva ponudbe od drugod, toda želi si ostati v Celju.
V evropski sezoni 2015-16 je dosegel 67 zadetkov in je bil najboljši strelec svojega kluba.
Prvo tekmo evropske sezone 2016-17 so igrali doma v sosedskem derbiju proti Zagrebu in tekmo dobili s 30-28. Janc je bil s petimi zadetki drugi strelec svoje ekipe. Zatem je v mesecu oktobru na treh tekmah dosegel 19 zadetkov in bil s strani EHF izbran za igralca meseca v ligi prvakov.
Marca 2017 je bil izbran za najkoristnejšega igralca rednega dela regionalne lige SEHA. Kot tak je bil tudi imenovan v idealno postavo tega tekmovanja. Pri vsem tem je edini od slovenskih igralcev, ki je bil uvrščen v omenjena izbora.

### Od 2017: Kielce
Januarja 2017 je podpisal pogodbo z aktualnimi evropskimi prvaki, poljskimi Kielcami, ki veljajo za enega najmočnejših klubov na stari celini. Za njih bo začel z igranjem v sezoni 2017-18.

### Državna reprezentanca

#### Kadeti
Leta 2014 je s slovensko kadetsko rokometno reprezentanco osvojil zlato medaljo na olimpijskih igrah mladih v Nankingu na Kitajskem. Najboljša igralca zlate ekipe pa sta bila Janc in Gal Marguč.

#### Mladinci
Janc je bil eden najvidnejših članov slovenske mladinske rokometne reprezentance starosti do 19 let, s katero je osvojil naslov svetovnih podprvakov leta 2015 in se uvrstil na evropsko prvenstvo na Dansko v letu 2016. Na odločilni polfinalni tekmi proti Islandiji je za zmago s 31 proti 30 prispeval izjemnih enajst zadetkov. Na koncu je bil s 69 goli najboljši strelec ne samo svojega moštva, ampak tudi celega prvenstva. Bil je tudi izbran v idealno postavo turnirja kot najboljši na mestu desnega zunanjega.

#### Člani
Med člani je prvič zaigral v starosti 19 let leta 2016 na pripravah za Olimpijske igre. Na katere ga je zaradi dobrih predstav selektor Veselin Vujović vzel zraven in Janc se je oddolžil z dobrimi predstavami ter bil na vseh tekmah med najboljšimi. Že na prvi tekmi turnirja proti Egiptu je z golom v zadnjih trenutkih tekme odločil zmagovalca v slovensko korist. Slovenska reprezentanca je na svojem tretjem nastopu na olimpijskem turnirju zasedla končno šesto mesto, Janc pa je bil njen najboljši strelec z 28 zadetki, kar je zneslo 4.7 na posamezno tekmo.
Januarja 2017 je v starosti 20 let igral na SP 2017 v Franciji kjer je bil s trideset zadetki drugi najučinkovitejši strelec izbrane vrste in sodeloval pri osvojitvi prve slovenske medalje, bronaste, na svetovnih prvenstvih.

## Osebno
Izhaja iz športu zapisane družine. Oče se je ukvarjal z nogometom in mati z gimnastiko. Tudi sam je začel najprej z nogometom. Rokometaš je tudi njegov mlajši brat Mitja Janc, ki je tudi obetaven. Maturiral je na Srednji šoli za strojništvo, mehatroniko in medije v Celju.